# Liste der Straßen und Plätze in Schöningen
Die Stadt Schöningen liegt im Südosten des Landkreises Helmstedt und gliedert sich in die Ortsteile Esbeck, Hoiersdorf und die Kernstadt Schöningen.
Die Länge der Straßen bzw. Fläche von Plätzen wurde mittels Google Earth ermittelt. Es sind daher Annäherungswerte, da besonders Straßenverläufe und -namen in unterschiedlichen Kartendiensten abweichend wiedergegeben werden.

Quelle: OpenStreetMap vom 2021-11-16

Schöningen in HE

| Straßenname                       | Ortsteil   | Länge          | Besonderheiten                                               | Bilder                  |
| --------------------------------- | ---------- | -------------- | ------------------------------------------------------------ | ----------------------- |
| Alte Kirchstraße (Lage)           | Esbeck     | 344 m          | Ortsfeuerwehr Esbeck                                         | Feuerwehrgebäude Esbeck |
| Alte Schmiedestraße (Lage)        | Esbeck     | 110 m          |                                                              |                         |
| Alversdorfer Straße (Lage)        | Esbeck     | 471 m          |                                                              |                         |
| Am Alten Tore (Lage)              | Esbeck     | 75 m           |                                                              |                         |
| Am Barberg (Lage)                 | Esbeck     | 255 m          |                                                              |                         |
| Am Eschenbach (Lage)              | Esbeck     | 438 m          |                                                              |                         |
| Am Kakelsberg (Lage)              | Esbeck     | 361 m          |                                                              |                         |
| Am Rotenberge (Lage)              | Esbeck     | 254 m          |                                                              |                         |
| Bahnhof (Lage)                    | Esbeck     | 231 m          |                                                              |                         |
| Bauerstraße (Lage)                | Esbeck     | 134 m          |                                                              |                         |
| Berliner Straße (Lage)            | Esbeck     | 276 m          |                                                              |                         |
| Birkenweg (Lage)                  | Esbeck     | 148 m          |                                                              |                         |
| Buchenweg (Lage)                  | Esbeck     | 250 m          |                                                              |                         |
| Büddenstedter Straße (Lage)       | Esbeck     | 852 m          |                                                              |                         |
| Burg (Lage)                       | Esbeck     | 250 m          | Burg Esbeck                                                  |                         |
| Fichtenweg (Lage)                 | Esbeck     | 215 m          |                                                              |                         |
| Glückauf Straße (Lage)            | Esbeck     | 291 m          |                                                              |                         |
| Hauptstraße (Lage)                | Esbeck     | 993 m          | Dorfgemeinschaftshaus, St.-Andreas-Kirche, Friedhof Esbeck   |                         |
| Helle (Lage)                      | Esbeck     | 160 m          |                                                              |                         |
| Hofbreite (Lage)                  | Esbeck     | 390 m          |                                                              |                         |
| Kastanienweg (Lage)               | Esbeck     | 262 m          |                                                              |                         |
| Kiefernweg (Lage)                 | Esbeck     | 467 m          |                                                              |                         |
| Klausbreite (Lage)                | Esbeck     | 375 m          |                                                              |                         |
| Kleiner Kamp (Lage)               | Esbeck     | 205 m          |                                                              |                         |
| Kurze Straße (Lage)               | Esbeck     | 95 m           |                                                              |                         |
| Lange Straße (Lage)               | Esbeck     | 227 m          |                                                              |                         |
| Lindenweg (Lage)                  | Esbeck     | 208 m          |                                                              |                         |
| Mittelweg (Lage)                  | Esbeck     | 87 m           |                                                              |                         |
| Nordwinkel (Lage)                 | Esbeck     | 61 m           |                                                              |                         |
| Ostlandstraße (Lage)              | Esbeck     | 271 m          |                                                              |                         |
| Pappelweg (Lage)                  | Esbeck     | 265 m          |                                                              |                         |
| Quellenweg (Lage)                 | Esbeck     | 646 m          |                                                              |                         |
| Rosenstraße (Lage)                | Esbeck     | 144 m          |                                                              |                         |
| Schwarzer Weg (Lage)              | Esbeck     | 173 m          |                                                              |                         |
| Siedlerstraße (Lage)              | Esbeck     | 409 m          |                                                              |                         |
| Südwinkel (Lage)                  | Esbeck     | 38 m           |                                                              |                         |
| Twetge (Lage)                     | Esbeck     | 133 m          | Fußweg                                                       |                         |
| Ulmenweg (Lage)                   | Esbeck     | 206 m          |                                                              |                         |
| Waldfrieden (Lage)                | Esbeck     | 221 m          |                                                              |                         |
| Warberger Straße (Lage)           | Esbeck     | 280 m          |                                                              |                         |
| Wiesenweg (Lage)                  | Esbeck     | 179 m          |                                                              |                         |
| Zum Waldfrieden (Lage)            | Esbeck     | 374 m          |                                                              |                         |
| Am Fabrikhof (Lage)               | Hoiersdorf | 447 m          |                                                              |                         |
| Am Hang (Lage)                    | Hoiersdorf | 116 m          |                                                              |                         |
| Am Kamp (Lage)                    | Hoiersdorf | 102 m          |                                                              |                         |
| Am Kirchhang (Lage)               | Hoiersdorf | 310 m          | St. Nikolai Kirche, Ortsfeuerwehr Hoiersdorf                 | Feuerwehrgebäude Esbeck |
| Am Scheberg (Lage)                | Hoiersdorf | 203 m          |                                                              |                         |
| Am Thie (Lage)                    | Hoiersdorf | 216 m          |                                                              |                         |
| Am Winkel (Lage)                  | Hoiersdorf | 285 m          |                                                              |                         |
| Auf dem Bruckberge (Lage)         | Hoiersdorf | 574 m          |                                                              |                         |
| Brunnenstraße (Lage)              | Hoiersdorf | 241 m          |                                                              |                         |
| Dorfstraße (Lage)                 | Hoiersdorf | 682 m          |                                                              |                         |
| Ehemaliges Zementwerk (Lage)      | Hoiersdorf | 592 m          |                                                              |                         |
| Fleitsmühle (Lage)                | Hoiersdorf |                | Friedhof Hoiersdorf                                          |                         |
| Fleismühlenweg (Lage)             | Hoiersdorf | 216 m          |                                                              |                         |
| Gartenstraße (Lage)               | Hoiersdorf | 663 m          |                                                              |                         |
| Hinter dem Dorfe (Lage)           | Hoiersdorf | 267 m          |                                                              |                         |
| Hinter dem Kreuze (Lage)          | Hoiersdorf | 372 m          |                                                              |                         |
| Mühlenweg (Lage)                  | Hoiersdorf | 62 m           |                                                              |                         |
| Söllinger Straße (Lage)           | Hoiersdorf | 942 m          |                                                              |                         |
| Twieflinger Straße (Lage)         | Hoiersdorf | 847 m          |                                                              |                         |
| Abelnkarre (Lage)                 | Kernstadt  | 69 m           |                                                              |                         |
| Abrichstraße (Lage)               | Kernstadt  | 103 m          |                                                              |                         |
| Alfred-Tack-Straße (Lage)         | Kernstadt  | 424 m          |                                                              |                         |
| Alversdorfer Weg (Lage)           | Kernstadt  | 322 m          |                                                              |                         |
| Am Brauerteiche (Lage)            | Kernstadt  | 163 m          |                                                              |                         |
| Am Bohrturm (Lage)                | Kernstadt  | 265 m          |                                                              |                         |
| Am Galgenberg (Lage)              | Kernstadt  | 250 m          | Gewerbegebiet                                                |                         |
| Am Mühlenbach (Lage)              | Kernstadt  | 164 m          |                                                              |                         |
| Am Salzbach (Lage)                | Kernstadt  | 340 m          |                                                              |                         |
| Am Schloss (Lage)                 | Kernstadt  | 211 m          |                                                              |                         |
| Am Soltekamp (Lage)               | Kernstadt  | 228 m          |                                                              |                         |
| Am Steinbruch (Lage)              | Kernstadt  | 541 m          |                                                              |                         |
| Am Volkspark (Lage)               | Kernstadt  | 268 m          |                                                              |                         |
| Am Wallgarten (Lage)              | Kernstadt  | 455 m          |                                                              |                         |
| Am Ziegelberg (Lage)              | Kernstadt  | 284 m          |                                                              |                         |
| Amselweg (Lage)                   | Kernstadt  | 103 m          |                                                              |                         |
| An der St.-Lorenz-Kirche (Lage)   | Kernstadt  | 98 m           |                                                              |                         |
| An der St.-Marien-Kirche (Lage)   | Kernstadt  | 330 m          |                                                              |                         |
| An der Weinbreite (Lage)          | Kernstadt  | 213 m          |                                                              |                         |
| Anna-Sophien-Straße (Lage)        | Kernstadt  | 261 m          | St.-Marien-Kirche                                            |                         |
| Annabergstraße (Lage)             | Kernstadt  | 337 m          |                                                              |                         |
| Augustastraße (Lage)              | Kernstadt  | 196 m          |                                                              |                         |
| Baderstraße (Lage)                | Kernstadt  | 137 m          |                                                              |                         |
| Bahnhofstraße (Lage)              | Kernstadt  | 413 m          |                                                              |                         |
| Ballenstedtstraße (Lage)          | Kernstadt  | 301 m          |                                                              |                         |
| Barneberger Straße (Lage)         | Kernstadt  | 151 m          |                                                              |                         |
| Beguinenstraße (Lage)             | Kernstadt  | 234 m          | Neues Rathaus                                                |                         |
| Bergfreiheit (Lage)               | Kernstadt  | 143 m          |                                                              |                         |
| Bergmannsweg (Lage)               | Kernstadt  | 132 m          |                                                              |                         |
| Bergstraße (Lage)                 | Kernstadt  | 236 m          |                                                              |                         |
| Berliner Platz (Lage)             | Kernstadt  | 160 m          |                                                              |                         |
| Bismarckstraße (Lage)             | Kernstadt  | 267 m          |                                                              |                         |
| Bohrfeld (Lage)                   | Kernstadt  | 1202 m         |                                                              |                         |
| Brandenburger Straße (Lage)       | Kernstadt  | 204 m          |                                                              |                         |
| Brauhof (Lage)                    | Kernstadt  | 215 m          |                                                              |                         |
| Braunescher Weg (Lage)            | Kernstadt  | 65 m           |                                                              |                         |
| Breslauer Straße (Lage)           | Kernstadt  | 161 m          |                                                              |                         |
| Brockenblick (Lage)               | Kernstadt  | 76 m           |                                                              |                         |
| Büddenstedter Straße (Lage)       | Kernstadt  | 754 m          |                                                              |                         |
| Burgplatz (Lage)                  | Kernstadt  | Fläche 2400 m² | Schloß Schöningen                                            |                         |
| Burgstraße (Lage)                 | Kernstadt  | 571 m          |                                                              |                         |
| Catthagen (Lage)                  | Kernstadt  | 124 m          |                                                              |                         |
| Clausfeldstraße (Lage)            | Kernstadt  | 323 m          |                                                              |                         |
| Cunostraße (Lage)                 | Kernstadt  | 193 m          |                                                              |                         |
| Danziger Straße (Lage)            | Kernstadt  | 200 m          |                                                              |                         |
| Egerländer Straße (Lage)          | Kernstadt  | 160 m          |                                                              |                         |
| Eichendorffstraße (Lage)          | Kernstadt  | 561 m          |                                                              |                         |
| Elmstraße (Lage)                  | Kernstadt  | 893 m          | Elmstadion, Elmhaus                                          |                         |
| Elzweg (Lage)                     | Kernstadt  | 97 m           | Volkspark Schöningen, Gymnasium Anna-Sophianeum              |                         |
| Emil-Sader-Straße (Lage)          | Kernstadt  | 142 m          |                                                              |                         |
| Fabrikstraße (Lage)               | Kernstadt  | 590 m          | Ehemaliger Bahnhof                                           |                         |
| Fasanenstraße (Lage)              | Kernstadt  | 217 m          |                                                              |                         |
| Felsenkellerweg (Lage)            | Kernstadt  | 338 m          | Nicht in allen Kartendiensten verzeichnet                    |                         |
| Finkenweg (Lage)                  | Kernstadt  | 97 m           |                                                              |                         |
| Fontaneweg (Lage)                 | Kernstadt  | 143 m          |                                                              |                         |
| Gabelsbergstraße (Lage)           | Kernstadt  | 679 m          |                                                              |                         |
| Gerhart-Hauptmann-Straße (Lage)   | Kernstadt  | 133 m          |                                                              |                         |
| Goetheplatz (Lage)                | Kernstadt  | Fläche 1148 m² |                                                              |                         |
| Goethestraße (Lage)               | Kernstadt  | 234 m          |                                                              |                         |
| Gottfried-Keller-Straße (Lage)    | Kernstadt  | 155 m          |                                                              |                         |
| Grabenweg (Lage)                  | Kernstadt  | 62 m           |                                                              |                         |
| Grasmühle (Lage)                  | Kernstadt  | 242 m          |                                                              |                         |
| Heinrich-Heine-Weg (Lage)         | Kernstadt  | 138 m          |                                                              |                         |
| Heinrich-Jasper Straße (Lage)     | Kernstadt  | 247 m          |                                                              |                         |
| Heinrich-Wassermann-Straße (Lage) | Kernstadt  | 273 m          |                                                              |                         |
| Helmstedter Straße (Lage)         | Kernstadt  | 906 m          | Christuskirche Schöningen, Neuapostolische Kirche Schöningen |                         |
| Herderstraße (Lage)               | Kernstadt  | 411 m          |                                                              |                         |
| Herrenstraße (Lage)               | Kernstadt  | 82 m           |                                                              |                         |
| Hinter der kleinen Mauer (Lage)   | Kernstadt  | 65 m           |                                                              |                         |
| Hoiersdorfer Straße (Lage)        | Kernstadt  | 879 m          |                                                              |                         |
| Hopfengarten (Lage)               | Kernstadt  | 444 m          |                                                              |                         |
| Hötensleber Straße (Lage)         | Kernstadt  | 1170 m         | Fundstelle Schöninger Speere                                 |                         |
| Im Salzanger (Lage)               | Kernstadt  | 90 m           |                                                              |                         |
| Jahnstraße (Lage)                 | Kernstadt  | 159 m          |                                                              |                         |
| Kannenstieg (Lage)                | Kernstadt  | 413 m          |                                                              |                         |
| Karl-Rose-Weg (Lage)              | Kernstadt  | 261 m          |                                                              |                         |
| Kesselstraße (Lage)               | Kernstadt  | 288 m          |                                                              |                         |
| Kiebitzweg (Lage)                 | Kernstadt  | 272 m          |                                                              |                         |
| Klosterfreiheit (Lage)            | Kernstadt  | 59 m           | St.-Lorenz-Kirche                                            | St.-Lorenz-Kirche       |
| Klostergasse (Lage)               | Kernstadt  | 138 m          |                                                              |                         |
| Klosterweg (Lage)                 | Kernstadt  | 134 m          |                                                              |                         |
| Knappenweg (Lage)                 | Kernstadt  | 89 m           |                                                              |                         |
| Königsberger Straße (Lage)        | Kernstadt  | 287 m          |                                                              |                         |
| Kurze Trift (Lage)                | Kernstadt  | 97 m           |                                                              |                         |
| Lange Trift (Lage)                | Kernstadt  | 1725 m         | Forschungsmuseum Schöningen, Tagebau Schöningen              |                         |
| Lappwaldblick (Lage)              | Kernstadt  | 103 m          |                                                              |                         |
| Lerchenweg (Lage)                 | Kernstadt  | 197 m          |                                                              |                         |
| Lessingstraße (Lage)              | Kernstadt  | 121 m          |                                                              |                         |
| Lönsweg (Lage)                    | Kernstadt  | 143 m          |                                                              |                         |
| Ludwig-Uhland-Straße (Lage)       | Kernstadt  | 162 m          |                                                              |                         |
| Marienstraße (Lage)               | Kernstadt  | 737 m          |                                                              |                         |
| Markt (Lage)                      | Kernstadt  | Fläche 2600 m² | Altes Rathaus, Heimatmuseum, Wassermaid                      |                         |
| Meisenweg (Lage)                  | Kernstadt  | 36 m           |                                                              |                         |
| Memeler Straße (Lage)             | Kernstadt  | 257 m          |                                                              |                         |
| Mersdalstraße (Lage)              | Kernstadt  | 182 m          |                                                              |                         |
| Milchweg (Lage)                   | Kernstadt  | 736 m          |                                                              |                         |
| Mitgaustraße (Lage)               | Kernstadt  | 269 m          |                                                              |                         |
| Moltkestraße (Lage)               | Kernstadt  | 358 m          |                                                              |                         |
| Müller-Mühlenbein-Straße (Lage)   | Kernstadt  | 524 m          | Friedhof Schöningen,                                         |                         |
| Negenbornsiedlung (Lage)          | Kernstadt  | 263 m          |                                                              |                         |
| Negenborntrift (Lage)             | Kernstadt  | 661 m          | Badezentrum Negenborn                                        |                         |
| Neuetor (Lage)                    | Kernstadt  | 253 m          |                                                              |                         |
| Nicolaistraße (Lage)              | Kernstadt  | 135 m          |                                                              |                         |
| Niedernstraße (Lage)              | Kernstadt  | 376 m          | St.-Vincenz-Kirche                                           |                         |
| Nordblick (Lage)                  | Kernstadt  | 92 m           |                                                              |                         |
| Obere Burgbreite (Lage)           | Kernstadt  | 314 m          |                                                              |                         |
| Ohrsleber Weg (Lage)              | Kernstadt  | 661 m          | Rettungswache Schöningen, Bahnstraße Südelmbahn              |                         |
| Oschersleber Straße (Lage)        | Kernstadt  | 485 m          |                                                              |                         |
| Ostendorf (Lage)                  | Kernstadt  | 103 m          |                                                              |                         |
| Otto-Hue-Straße (Lage)            | Kernstadt  | 433 m          |                                                              |                         |
| Otto-Koch-Straße (Lage)           | Kernstadt  | 65 m           |                                                              |                         |
| Parkstraße (Lage)                 | Kernstadt  | 66 m           |                                                              |                         |
| Pechanstraße (Lage)               | Kernstadt  | 387 m          |                                                              |                         |
| Pippinstraße (Lage)               | Kernstadt  | 142 m          |                                                              |                         |
| Plan (Lage)                       | Kernstadt  | 117 m          |                                                              |                         |
| Prälatenwinkel (Lage)             | Kernstadt  | 117 m          |                                                              |                         |
| Prüssestraße (Lage)               | Kernstadt  | 215 m          |                                                              |                         |
| Pulvergasse (Lage)                | Kernstadt  | 302 m          |                                                              |                         |
| Raabestraße (Lage)                | Kernstadt  | 178 m          |                                                              |                         |
| Reinbeckstraße (Lage)             | Kernstadt  | 135 m          |                                                              |                         |
| Richard-Schirmann-Straße (Lage)   | Kernstadt  | 687 m          | Jugendherberge, BND-Außenstelle Schöningen                   |                         |
| Ringstraße (Lage)                 | Kernstadt  | 464 m          |                                                              |                         |
| Rotkehlchenweg (Lage)             | Kernstadt  | 106 m          |                                                              |                         |
| Saarstraße (Lage)                 | Kernstadt  | 162 m          |                                                              |                         |
| Salinentrift (Lage)               | Kernstadt  | 162 m          |                                                              |                         |
| Salinenweg (Lage)                 | Kernstadt  | 595 m          |                                                              |                         |
| Salzstraße (Lage)                 | Kernstadt  | 263 m          |                                                              |                         |
| Schäferbreite (Lage)              | Kernstadt  | 847 m          |                                                              |                         |
| Schäfertor (Lage)                 | Kernstadt  | 152 m          |                                                              |                         |
| Schierstraße (Lage)               | Kernstadt  | 357 m          |                                                              |                         |
| Schillerstraße (Lage)             | Kernstadt  | 220 m          |                                                              |                         |
| Schulstraße (Lage)                | Kernstadt  | 243 m          |                                                              |                         |
| Schüttestraße (Lage)              | Kernstadt  | 504 m          |                                                              |                         |
| Schützenbahn (Lage)               | Kernstadt  | 535 m          | Grundschule Schöningen, Realschule Schöningen                |                         |
| Singplatzweg (Lage)               | Kernstadt  | 560 m          | Elmhaus                                                      |                         |
| Stadtpark (Lage)                  | Kernstadt  | 120 m          |                                                              |                         |
| Steintor (Lage)                   | Kernstadt  | 304 m          |                                                              |                         |
| Steinweg (Lage)                   | Kernstadt  | 116 m          |                                                              |                         |
| Stephanigasse (Lage)              | Kernstadt  | 95 m           |                                                              |                         |
| Stettiner Straße (Lage)           | Kernstadt  | 345 m          |                                                              |                         |
| Strombeckstraße (Lage)            | Kernstadt  | 448 m          |                                                              |                         |
| Südstraße (Lage)                  | Kernstadt  | 149 m          |                                                              |                         |
| Theodor-Körner-Straße (Lage)      | Kernstadt  | 191 m          |                                                              |                         |
| Theodor-Storm-Weg (Lage)          | Kernstadt  | 132 m          |                                                              |                         |
| Tränke (Lage)                     | Kernstadt  | 88 m           |                                                              |                         |
| Untere Burgbreite (Lage)          | Kernstadt  | 367 m          |                                                              |                         |
| Völpker Straße (Lage)             | Kernstadt  | 205            |                                                              |                         |
| Wallstraße (Lage)                 | Kernstadt  | 326 m          |                                                              |                         |
| Weinbergstraße (Lage)             | Kernstadt  | 369 m          |                                                              |                         |
| Wellmannstraße (Lage)             | Kernstadt  | 80 m           |                                                              |                         |
| Westendorf (Lage)                 | Kernstadt  | 347 m          | Seniorenspielplatz                                           |                         |
| Wilhelm-Busch-Straße (Lage)       | Kernstadt  | 551 m          |                                                              |                         |
| Wilhelmstraße (Lage)              | Kernstadt  | 481 m          | Freiwillige Feuerwehr Schöningen                             |                         |
| Willigisstraße (Lage)             | Kernstadt  | 107 m          |                                                              |                         |
| Windmühlenweg (Lage)              | Kernstadt  | 387 m          |                                                              |                         |
| Wippenkielstraße (Lage)           | Kernstadt  | 49 m           |                                                              |                         |
| Wobecker Straße (Lage)            | Kernstadt  | 1072 m         |                                                              |                         |